# Albarellos
Albarellos é uma localidade do Departamento Rosario, Província de Santa Fé, Argentina. Está a 205 km ao sul da cidade de Santa Fé, capital da província homônima.

## Santa Padroeira
- Nossa Senhora de Lujan,  festividade: 12 de outubro.

## Criação da Comuna
- 13 de junho de 1934.

## Pontos Turísticos
- Paraje Radicci
- Paraje Teresita

## Escolas de Educação Comum e Adultos
- Esc. Juan Pascual Pringles, 50 alunos.

## Entidades Esportivas
- Club Soc. Albarellos Fútbol